# کربلایی‌اروج‌دیزه
کربلایی‌اروج‌دیزه (به ترکی آذربایجانی: Kalbaoruc Dizə) یک منطقهٔ مسکونی در جمهوری آذربایجان است که در شهرستان بابک واقع شده‌است. کربلایی‌اروج‌دیزه ۵۰۱ نفر جمعیت دارد.